# Zelí-Potkan

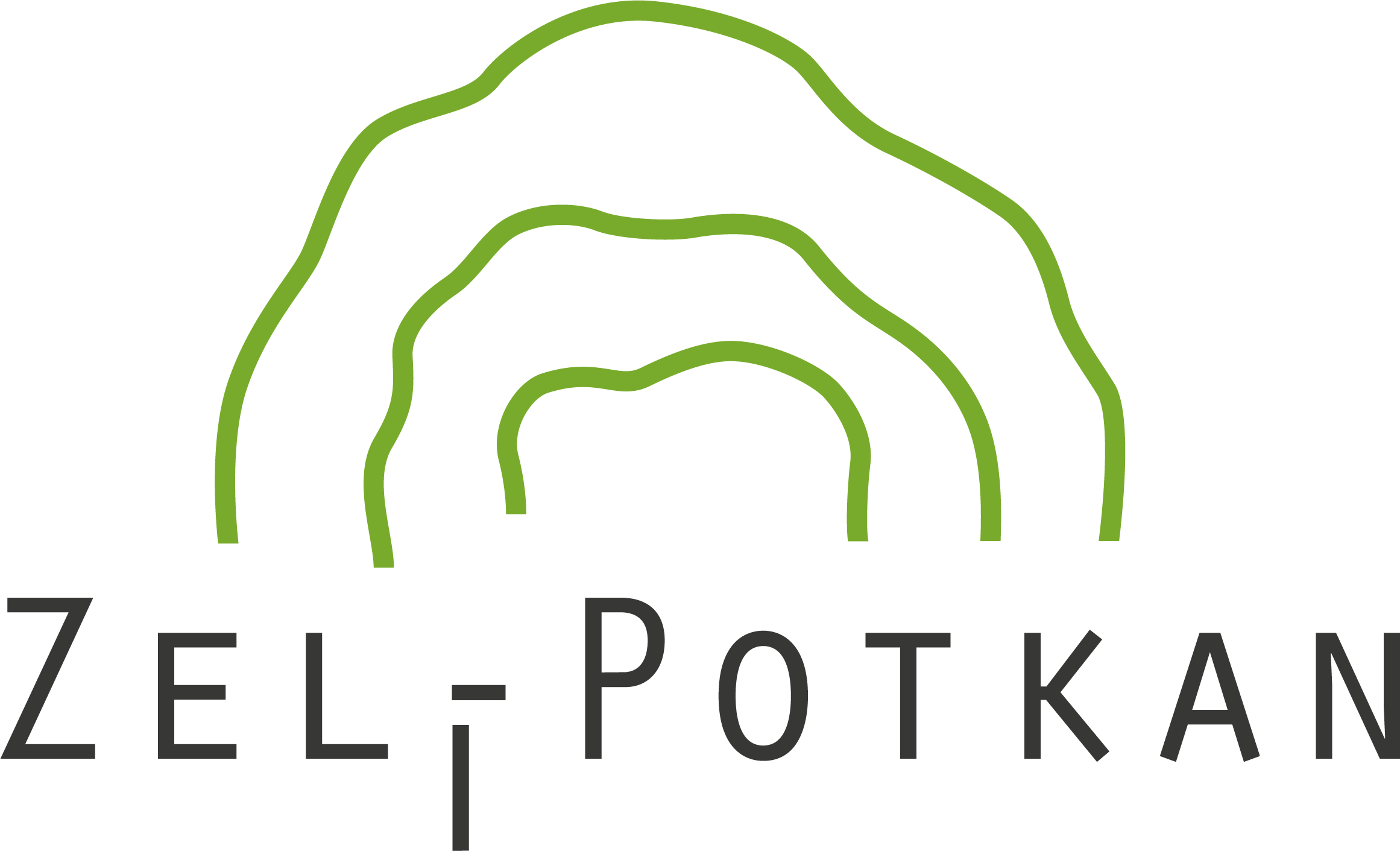
Logo Zelí-Potkan

Zelí-Potkan je hudební společnost skladatelů a interpretů soudobé artificiální hudby, jejímž cílem je propagovat tuto hudební oblast, zvyšovat její dostupnost a vzdělávat širokou veřejnost i odbornou komunitu. Organizace vznikla v roce 2016 na půdě Konzervatoře Plzeň a od té doby prošla dynamickým vývojem, rozšířila svou působnost a nabídku aktivit.

## Historie
Studio Zelí-Potkan bylo založeno v roce 2016 skladateli Petrem Hájkem, Benjaminem Špiralem a Petrem Švantnerem. Jeho hlavním posláním bylo zpřístupnit soudobou artificiální hudbu, která je na koncertních pódiích zastoupena jen zřídka, a přispět k rozvoji hudebního života v Plzni. Od samého počátku bylo klíčovou součástí aktivit studia pořádání interaktivních seminářů a večírků, které kombinovaly odborný výklad s živými ukázkami, soutěžemi a diskusemi, což pomohlo budovat pevnou komunitu příznivců moderní hudby.

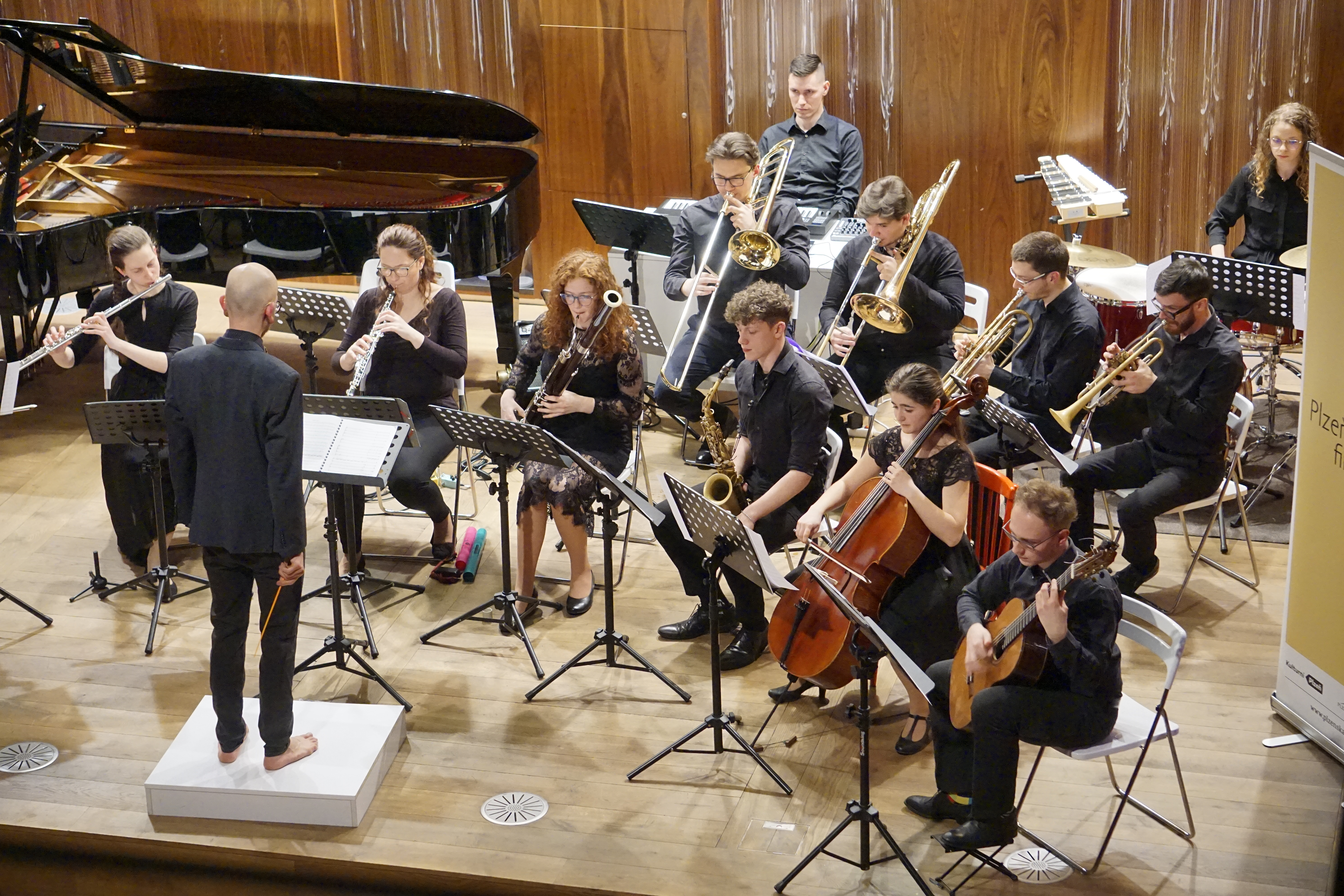
Zelí-Potkan Orchestra pod taktovkou Benjamina Špírala, Dům hudby, Plzeň

Studio se neustále rozvíjelo a začalo pořádat také workshopy a koncerty. Mezi lety 2020 a 2023 fungoval v rámci organizace dvacetičlenný ansámbl Zelí-Potkan Orchestra, který se zaměřoval na soudobou artificiální hudbu a účastnil se významných hudebních festivalů, jako jsou Smetanovské dny či Hudební současnost Ostrava.

## Současné projekty
V současné době vede Zelí-Potkan devítičlenný management, jehož součástí je i anorganická počítačová žena Nanynka. Mezi klíčové projekty patří pravidelné semináře, speciální večery, workshopy a moderované koncerty. 
Od roku 2023 se Zelí-Potkan okrajově věnuje i středověké a renesanční hudbě, kterou prezentuje prostřednictvím Pěveckého ansámblu. Teoretické aspekty zprostředkovávají hosté formou workshopů. 
Společnost aktivně komunikuje prostřednictvím sociálních sítí, včetně Facebooku, Instagramu a YouTube, kde sdílí záznamy z koncertů, rozhovory se skladateli („Potkaní setkání“), naučné live streamy a další audiovizuální obsah.

## Semináře

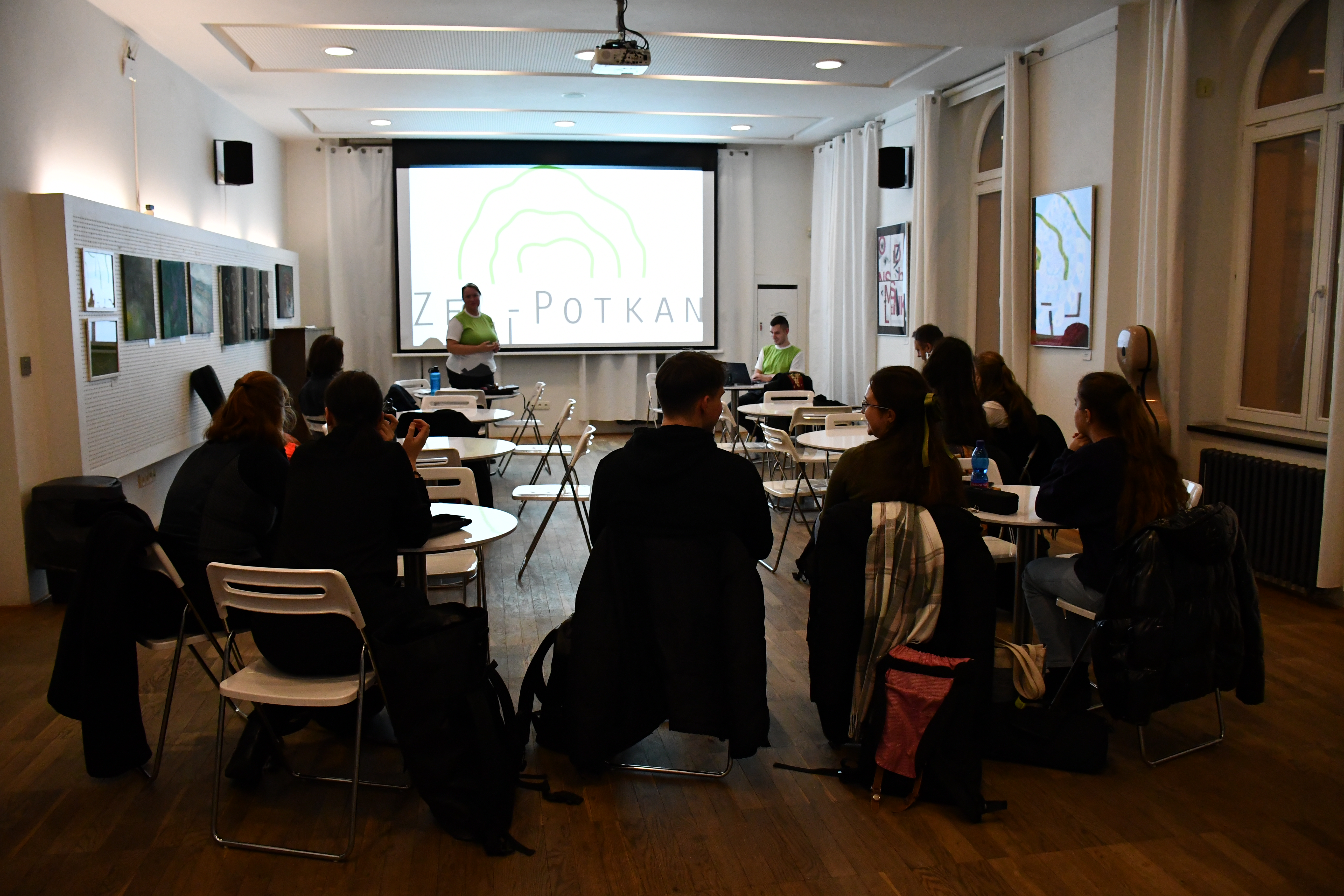
Zelný Workshop Julie Brané, Dům hudby, Plzeň

Semináře, často označované jako "večírky", se zaměřují na historii, muzikologii a hudební teorii. Typické jsou pro ně interaktivní prvky – bulvární okénka o životech skladatelů, soutěže o hmotné ceny, ukázky skladeb, tištěné partitury a další audiovizuální materiály. Semináře jsou vedeny neformálně, s humorem a improvizací, což podporuje uvolněnou atmosféru a zvyšuje zapojení publika.

## Koncerty

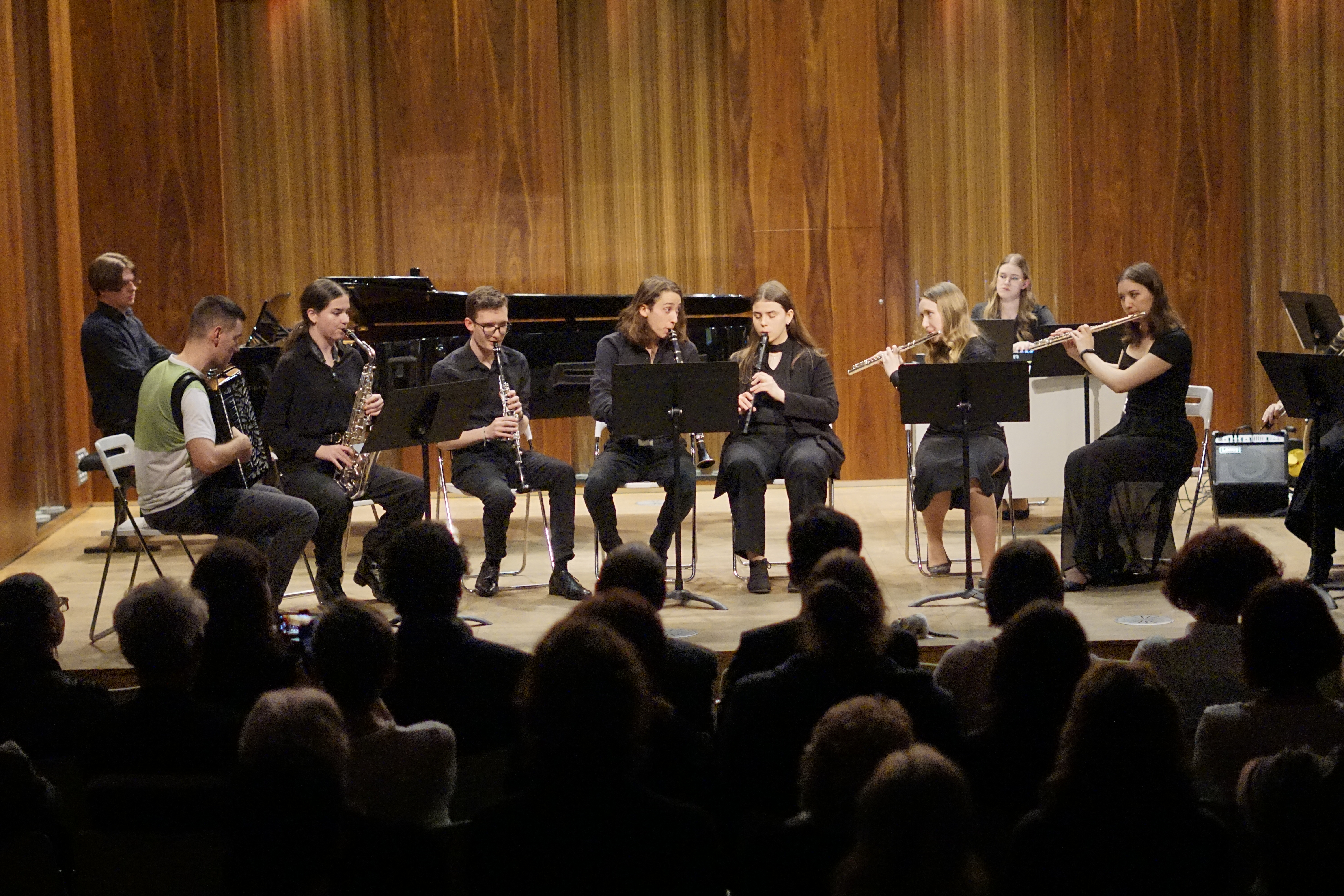
Zelné Grand Concerto - EXP_STUDIO provádí Konstellationen Romana Haubenstocka-Ramatiho

Každý rok pořádá Zelí-Potkan minimálně dvě velká moderovaná „Zelná Grand Concerta“ nebo jejich menší varianty „Zelná Piccolo Concerta“. Tyto koncerty dávají prostor mladým interpretům, kteří zde prezentují výhradně progresivní repertoár 20. a 21. století. Koncerty se tradičně konají v plzeňském Domě hudby a jejich záznamy jsou dostupné na YouTube.

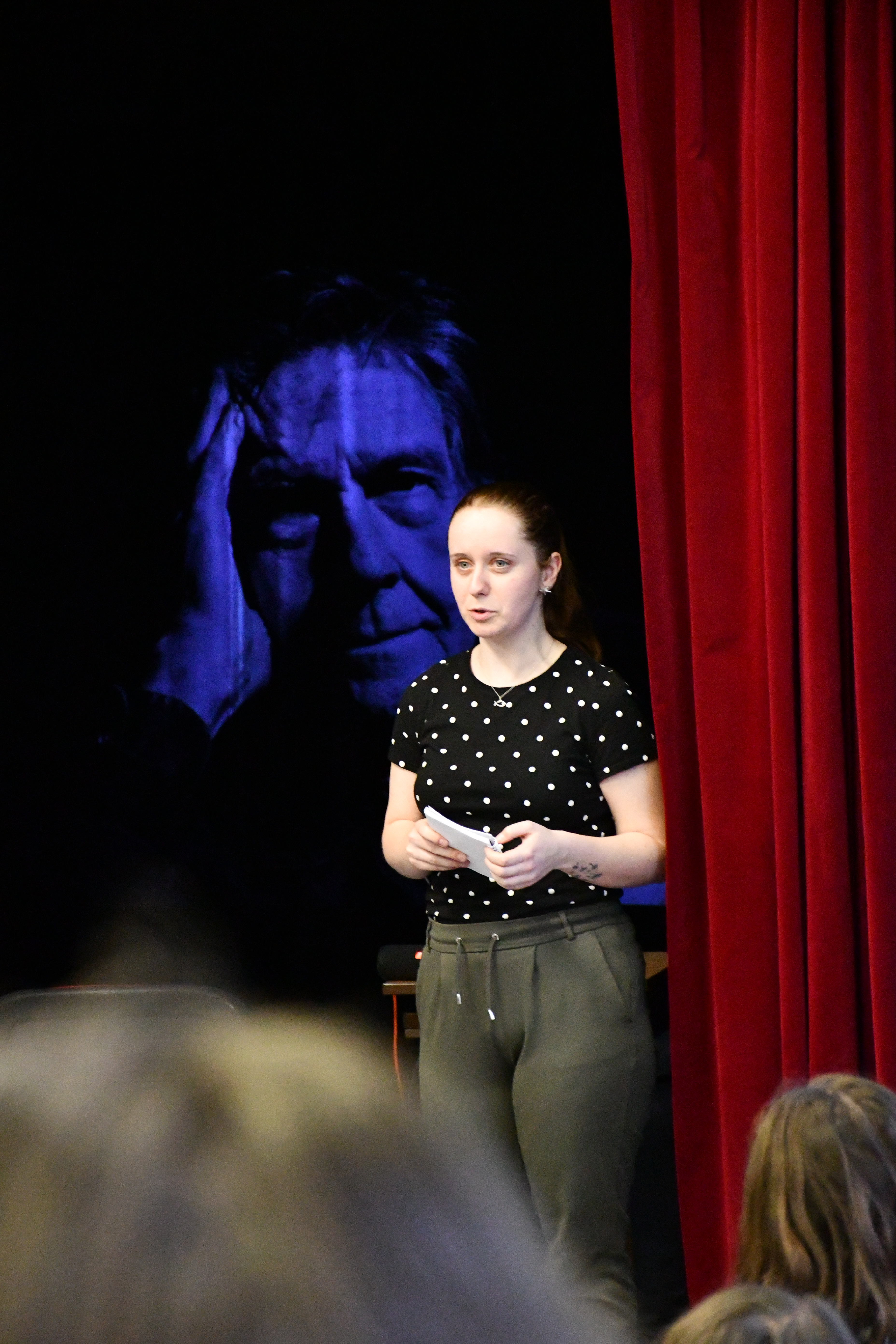
Zelné Mobile Concerto, Tereza Růžičková uvádí kompozici Johna Cage

Pro edukaci dětí a mladých hudebníků vznikl speciální projekt „Zelné Mobile Concerto“, který se odehrává přímo na základních uměleckých školách a zahrnuje interaktivní prvky, jako je hudební improvizace, diskuse o moderních skladbách či kreslení hudby.

## Experimentální studio (EXP_STUDIO)

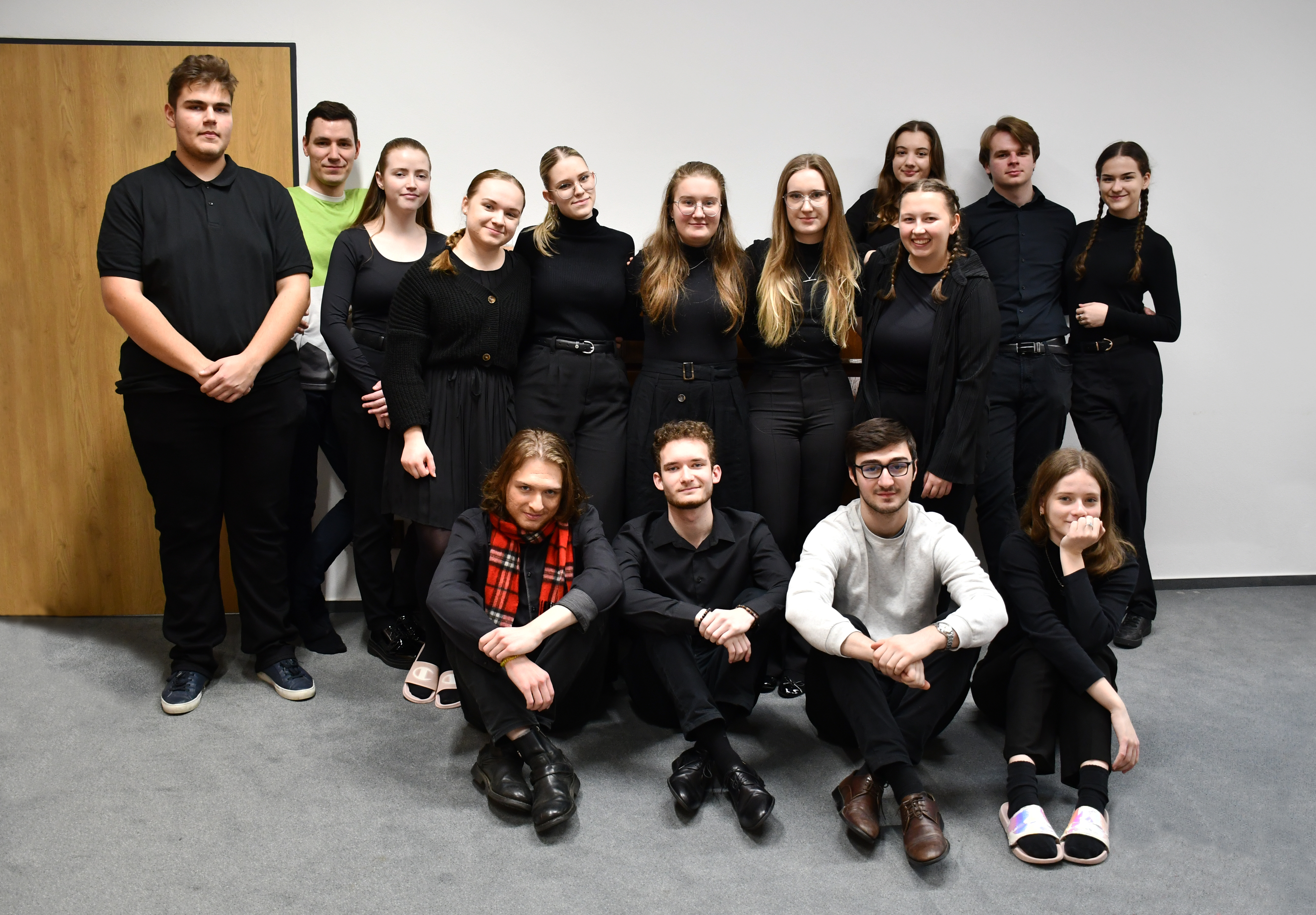
EXP_STUDIO

V lednu 2024 bylo na Konzervatoři Plzeň založeno Experimentální studio (EXP_STUDIO) pod vedením Petra Hájka. Studio se zaměřuje na otevřenou instrumentaci, grafické partitury, konceptuální tvorbu, improvizaci a experimenty se zvukem. Velký důraz klade na rozšířené techniky hry a netradiční nástroje, jako je didgeridoo nebo toy piano. Elektronická hudba hraje v EXP_STUDIO stále větší roli a soubor se postupně etabloval i na samostatných akcích.

## Složení studia Zelí-Potkan
Původní složení:
Zakládajícími členy byli Petr Hájek, Benjamin Špíral a Petr Švantner.
Aktuální složení:
- Petr Hájek
- Markéta Pavlíková
- Tereza Růžičková
- Kateřina Trojanová
- Anežka Štěpánová
- Jakub Straka
- Jára Beneš
- William Vlček